# S.S.D.S.〜愛の究極診断(エクストリーム・テラー)
S.S.D.S.～愛の究極診断(エクストリーム・テラー)（えすえすでぃーえす あいのきゅうきょくしんだん えくすとりーむてらー）は、2012年5月16日から2015年7月28日までニコニコ生放送で配信されていた声優によるインターネットラジオ生放送番組。

## 概要
2012年4月までランティスウェブラジオにて配信されていた「WEB S.S.D.S. 愛の解体新書」の続編である。

S.S.D.S.（スーパー・スタイリッシュ・ドクターズ・ストーリー）のDr.HAYAMIこと速水奨に、第8回よりパーソナリティに弓岡蔵人役の森田成一を迎え、新人研修医、聖ラフォーレ病院13号医局の医師（ゲスト声優）と共に、美声で熱く・優しくユーザーの耳朶を刺激する番組。メインパーソナリティ・ゲスト共に医師などの役名で主なコーナーを進めていく。
- 第7回放送まで速水奨のみだったが、第8回放送分より森田成一を迎え、2名で進行する構成になった。
- 2012年12月、2013年1月は充電期間のため放送はなく、2月より再開。同時期にチャンネルを開設し、Joy三郎記念 聖ラ・フォーレ病院 附属看護学校の正式ナースおよびナース候補生（会員）のみが視聴できるコーナーが設けられた。（従来のプレミアム会員が視聴できたコーナーは廃止）

## パーソナリティ
- 速水奨（Dr.HAYAMI 役）
- 森田成一（弓岡蔵人 役）第8回より

2013年までは新人研修医が交代でアシスタントを務め、2014年からは増田俊樹がメイン・アシスタントを務めている。
研修医役は、増田俊樹（新田龍之介 役）、渡辺紘（藍京太郎 役）、池田純矢（修学院空 役）、越田直樹（日向鉄兵 役）、石井マーク（ウイリアム上月 役）

## コーナー
S.S.D.S.基礎講座
S.S.D.S.を１から知るための基礎講座コーナー。
愛の特別外来（お悩み相談）新人研修医特別企画
パーソナリティが患者（ユーザー）からのお悩みを解決するコーナー。
いわゆる普通のお便り
主治医（パーソナリティ・ゲスト）への応援メッセージや、番組への感想、リクエスト、日常のささいな出来事報告などを紹介するコーナー。
ニコニコ生電話
悶心・生声サプリなど、主治医（パーソナリティ・ゲスト）が電話でユーザーに生声をお届けするコーナー。
Joy三郎記念 聖ラ・フォーレ病院 附属看護学校の正式ナースおよびナース候補生（チャンネル会員）コーナー
チャンネル会員限定のスペシャルコーナー。ダミーヘッドマイクを使用したリクエストによる愛の囁きや、ミニドラマなど。毎月のテーマに沿ってメールが採用されたナース候補生にポイントが付与され、点数により正式ナースに昇格した会員には、ドクターたちの生写真などがプレゼントされる。

### 過去のコーナー
新人研修医のインターンシップ・プログラム
新人研修医にやってもらいたい企画などをリクエストなどで実現していくコーナー。
S.S.D.S.スタイル（いわゆるコスプレ）写真
ナース、女医、その他ユーザーのコスプレ写真を紹介するコーナー。
※現在は、ふつおたコーナー内などで継続中。
愛の生劇アワー
プレミアム会員限定のスペシャルコーナー。ダミーヘッドマイクを使用したゲストとの生ドラマ。

## ゲスト
- ＃1（2012年5月16日）：高橋直純（新田和人 役）
- ＃2（2012年6月20日）：関俊彦（バウム・クーテヘン教授 役）
- ＃3（2012年7月18日）：堀内賢雄（ブラディ・トランシルヴァニア伯爵 役）
- ＃4（2012年8月15日）：平川大輔（三条光孝 役）
- ＃5（2012年9月19日）：柿原徹也（村雨純平 役）
- ＃6（2012年10月17日）：森川智之（ミヒャエル・シューマイヤー 役）
- ＃7（2012年11月28日）：森田成一（弓岡蔵人 役）
- ＃9（2013年3月25日）：置鮎龍太郎（霧谷玲司 役）
- ＃10（2013年4月23日）：諏訪部順一
- 超S.S.D.S.@ニコニコ超会議2 超会議特別出張版（2013年4月27日）：平川大輔（三条光孝 役）
- ＃11（2013年5月28日）：緑川光
- ＃12（2013年6月25日）：関俊彦（バウム・クーテヘン教授 役）
- ＃13（2013年7月23日）：鳥海浩輔、安元洋貴（禁断生ラジオ）
- ＃14（2013年8月27日）：野島健児
- ＃15（2013年9月24日）：楠大典
- ＃16（2013年10月29日）：置鮎龍太郎（霧谷玲司 役）
- ＃17（2013年11月26日）：森川智之（ミヒャエル・シューマイヤー 役）
- ＃18（2013年12月24日）：平川大輔（三条光孝 役）
- ＃19（2014年1月28日）：諏訪部順一
- ＃20（2014年2月25日）：堀内賢雄（ブラディ・トランシルヴァニア伯爵 役）
- ＃21（2014年3月25日）：入江麻衣子
- ＃22（2014年4月22日）：松本保典（沢登達哉 役）
- ＃27（2014年9月23日）：前野智昭（修学院明 役）
- ＃32（2015年2月24日）：平川大輔（三条光孝 役）
- ＃33（2015年3月24日）：関俊彦（バウム・クーテヘン教授 役）
- ＃34（2015年4月28日）：堀内賢雄（ブラディ・トランシルヴァニア伯爵 役）